# 大埔循道衛理小學
大埔循道衛理小學（英語：Tai Po Methodist School，英文簡稱：TPMS），由香港循道衛理聯合教會開辦，前身為1972年創校的衛理公會羅愛徒會督小學，於1992年遷至現址並更名。

## 歷史
大埔循道衛理小學是香港循道衛理聯合教會屬下首間全日制小學，其前身為衛理公會開辦的「衛理公會羅愛徒會督小學」，於1972年開辦，至1973年遷入葵盛東邨近第19座的「火柴盒」小學校舍，亦是該教會在區內開設的第二所小學。雖然衛理公會於1975年與循道會合併為循道衛理聯合教會，但校名一直要到1988年，才相應更改為「循道衛理聯合教會羅愛徒會督小學」。
在1977年9月，原校曾借出課室予同系的李惠利中學創校，直至該校永久校舍於三個月後落成為止。
由於葵盛東邨有不少樓宇涉及偷工減料，雖然原校校舍未被列為危樓，但仍要按照整體重建計劃拆卸，因此羅愛徒會督小學原來需於1992年結校。但是，由於循道衛理聯合教會在大埔第9區獲批出土地興建小學，故原校獲准以「留師不留生」及重新辦理所有註冊的方式，於同年遷往現址繼續辦學，並第二次更名為「大埔循道衛理小學」。在遷校首年，此校仍維持設有上、下午校，至翌年才改為全日制。
值得一提的是，此校雖然更名已久，但仍有一項獎學金繼續冠名為「羅愛徒會督紀念獎學金」，某程度上反映了原校與現時學校的承繼關係。

## 校舍

### 葵盛東邨舊校舍
此校前身的羅愛徒會督小學，為一座按工務司署及徙置事務處共通標準設計的「火柴盒」小學校舍，建於葵盛東邨第19座西側，不連地下操場共有5層。該校舍於1973年連同屋邨建成啟用，於1992年停用，1994年1月連同鄰近的第19座一併拆卸，而校舍原址已重建為同一屋邨的盛家樓。

### 大埔校舍
大埔循道衛理小學為一所經擴建的1988年版本小學靈活式校舍，佔地約6,000平方米，設有30個課室，另有10間特別室、禮堂、圖書館等設備。此校由忠誠建築承建，於1991年4月動工，1992年遷入。此校亦是唯一一所因政府廉租屋邨拆卸，而遷入大埔區的小學。

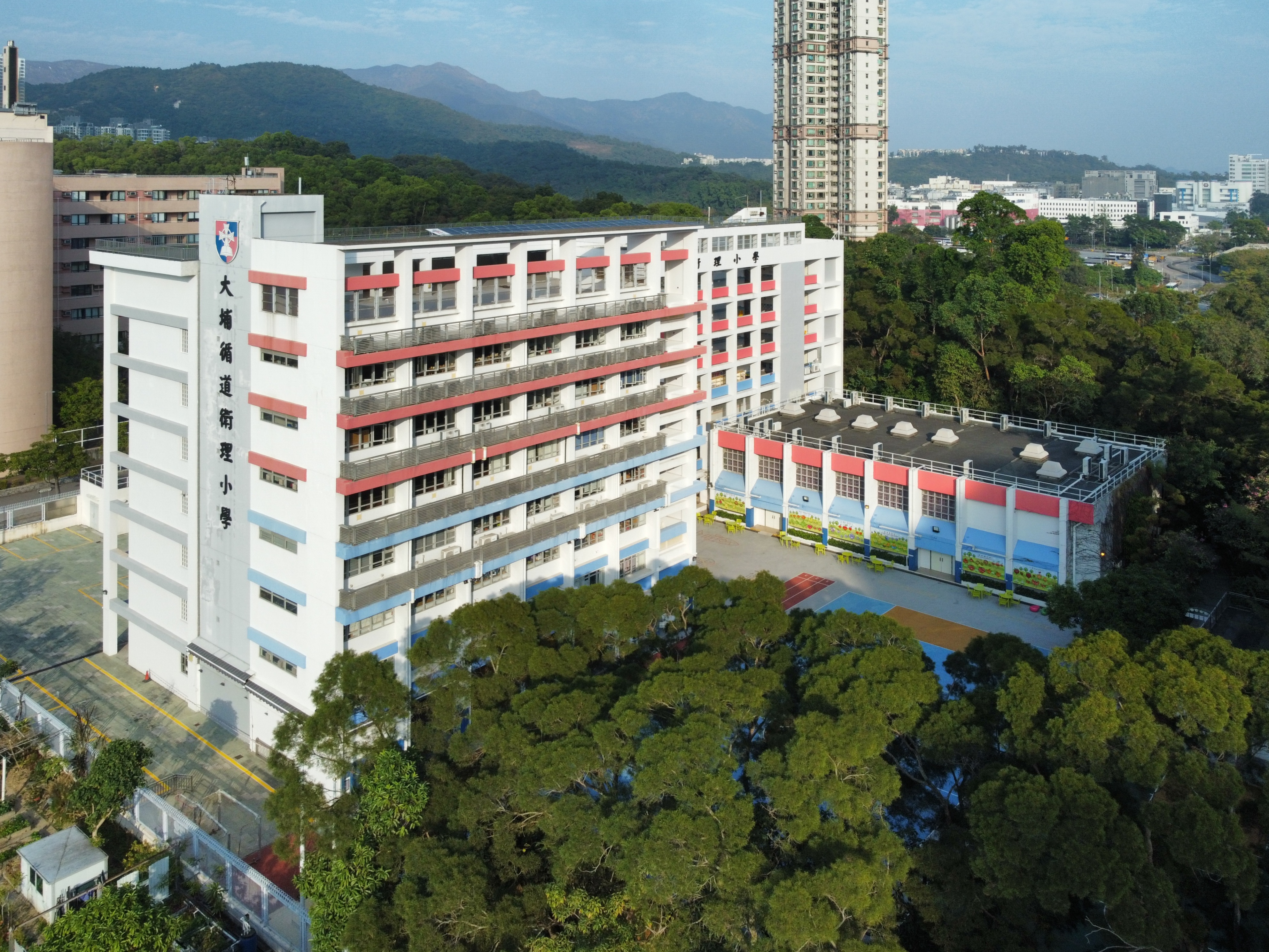

## 歷屆行政人員

### 校監

#### 羅愛徒會督小學時代
- 沈冠堯牧師（1971年-？及？-1990年）[1]
- 楊湯佳榮女士[14]
- 梁林開牧師（1990年-1992年）

#### 大埔循道衛理小學時代
- 李黃冰斯女士（1992年-1993年）
- 陳崇一醫生（1994年-2002年）
- 李炳光牧師（2003年-2008年）
- 吳曾婉梨女士（2009年-2018年）[15]
- 何景亮先生（2018年至今，現任校監）[16]

### 校長

#### 羅愛徒會督小學時代
- 華梁詠葵女士（約1970-80年代內；2023年逝世）
  - 麥少霞女士（下午校主任）[17]
- 沙若瑟先生（？年-1992年，遷校前末任校長）[18]

#### 大埔循道衛理小學時代
- 歐陽美嬋女士（1992年-2014年，遷入大埔後首任校長，首年兼任上、下午校校長）
- 李綺琼女士（2014年起，現任校長）

## 校歌

### 1992年前
曲、詞：佚名
羅愛徒會督小學，開心智，啟童蒙，手握真理的鎖鑰，步入學術之宮。
致知格物，推敲探索，相切磋，樂無窮。
立己助人，誠信篤行，好品德，好校風。
心存仁愛，充滿熱情，除憎恨，尚和平。

### 1992年後
目前的校歌改以重新填詞、供多數循道衛理聯合教會屬校統一使用的《華英中學校歌》取代，一直沿用至今。

## 著名校友
- 馬希偉：香港男子足球運動員
- 譚進希[19]：香港男子羽毛球運動員
- 劉俊謙：香港男演員
- 張曉諾：香港女子排球運動員